# Селивонки (Дятловский район)
Селиво́нки (бел. Селівонкі) — деревня в Дятловском сельсовете Дятловского района Гродненской области Республики Беларусь. По переписи населения 2009 года в Селивонках проживало 37 человек.

## География
Селивонки расположены в 10 км к северо-востоку от Дятлово, 148 км от Гродно, 7 км от железнодорожной станции Новоельня.

## История
В 1878 году Селивонки — деревня в Дворецкой волости Слонимского уезда Гродненской губернии (13 дворов).
В 1880 году в Селивонках проживало 92 человека. В 1905 году — 178 жителей.
В 1921—1939 годах Селивонки находились в составе межвоенной Польской Республики. В сентябре 1939 года Селивонки вошли в состав БССР.
В 1996 году Селивонки входили в состав колхоза «Россия». В деревне насчитывалось 32 хозяйства, проживало 62 человека.